# ꭈ
Cette page contient des caractères spéciaux ou non latins. S’ils s’affichent mal (▯, ?, etc.), consultez la page d’aide Unicode.
Le ꭈ, appelé r double, est une lettre additionnelle latine utilisée dans l’alphabet Anthropos. Elle est formée d’un r à double anse.

## Utilisation

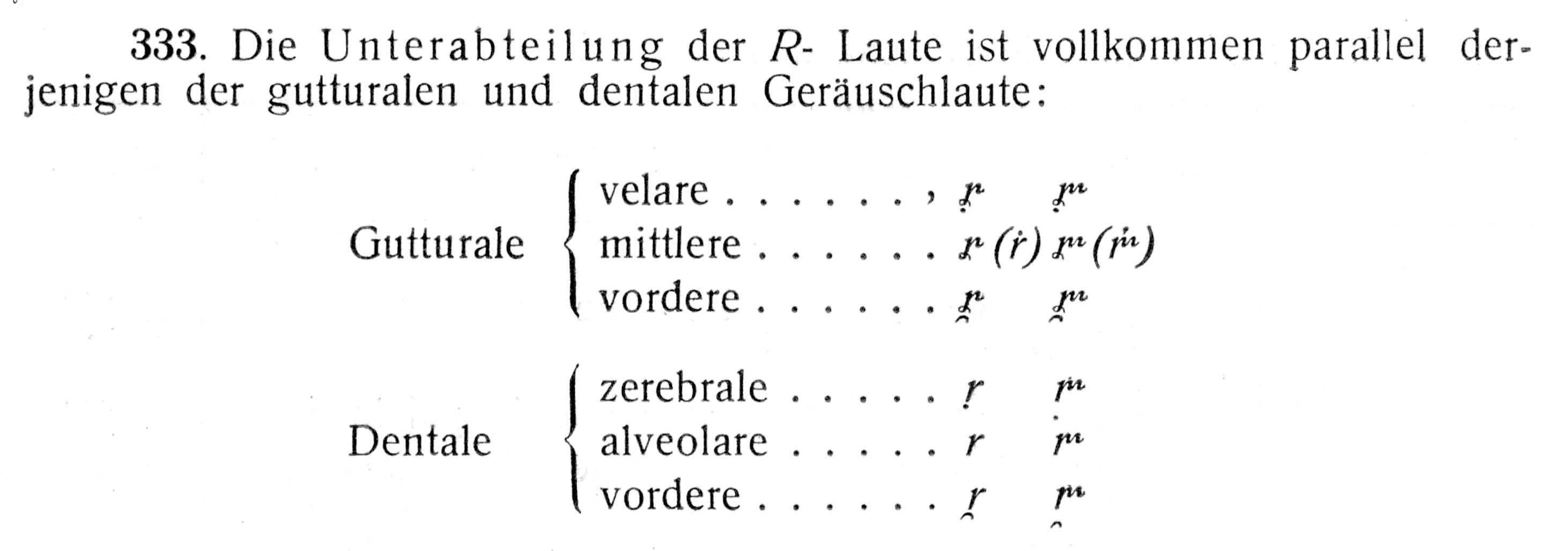
Subdivisions des R dans l’alphabet phonétique de la revue Anthropos, 1907.

## Représentations informatiques
Le r double peut être représenté avec le caractère Unicode (Latin étendu E) suivant :
| formes    | représentations | chaînes de caractères | points de code | descriptions                     |
| --------- | --------------- | --------------------- | -------------- | -------------------------------- |
| minuscule | ꭈ               | ꭈ                     | U+AB48         | lettre minuscule latine r double |